# 三国屋建設
三国屋建設株式会社（みくにやけんせつ）は、茨城県に本社を置く建設会社。
1972年5月23日創業で、サルベージ事業から始めた会社であるため、海洋土木を中心に、海洋調査・橋梁建設・海上輸送などを事業として行っている。

## 事故
2006年8月14日午前7時38分頃に、東京都江戸川区と千葉県浦安市の県境である旧江戸川の舞浜大橋上流にて、浦安市堀江にある堀江ドックでの浚渫工事に向かっていたクレーン船のブームを東京電力の特別高圧送電線・江東線に接触させるという事故を起こし、東京周辺の広い範囲の約139万軒にて最大で約5時間の停電を発生させている。
停電事故後の対応として、同月17日に「間接的な損害は当社には損害賠償義務はないと判断した」と同社ホームページに掲載し、非難を浴びることになり後日21日に謝罪した。法解釈的には、次の損害賠償責任の関係が成立するため、同社の判断は間違っていないが、誤解を招く結果となった。
東京電力から電力の供給を受ける者が、本件停電により被った損害（パソコンが使用できなかった、及び故障した、エアコンが故障した、熱帯魚が死んでしまった等々）に対する賠償責任は、東京電力が負う（それにより補償が発生した場合は、これを仮に一次補償と呼ぶ）。ただし、その責任範囲は、東京電力と、そこから電力の供給を受ける者との間に交わされた約款に拘束される。
東京電力が本件特別高圧送電線の切断により被った損害（一次補償を含む総体としての損害）に対する賠償責任は、三国屋建設が負う。
- なお類似する事例として、1999年11月22日に埼玉県狭山市で推力を喪失した航空自衛隊機を操縦するパイロットが居住区を避けて河川敷に機体を誘導した結果、送電線が切断されて80万世帯が停電した事故がある。このとき、東京電力や墜落事故で物的被害を受けた住民らが、防衛庁を相手取り1億3,000万円の損害賠償請求を行った。

この工事を受注し、三国屋建設を使用した大林組は、浦安市から半年間の指名停止処分を受けた。また、習志野市から受注し、事故発生日2日後に行われる予定だった他の工事について、受託を辞退した。
事故後に千葉県警察は、器物損壊罪や電気事業法違反の容疑を視野に入れ捜査を行ったが、故意犯を立証出来ず、同年9月に千葉地方検察庁への送検を断念し、時効が成立している。
2006年9月22日、横浜地方海難審判理事所は横浜地方海難審判庁に海難審判開始を申し立て、2007年3月1日、作業責任者のクレーン船の船長に2ヶ月の業務停止命令、クレーン船を牽引していた船長には1ヶ月半の業務停止命令、クレーン運転士には勧告、三国屋建設には指導是正の勧告が下った。
なお同社は過去にも、茨城県内の那珂川で、送電線を切断する事故を起こしていたことが判明している。

## 関連会社
- 三国屋建設コンサルタント株式会社